# Alberto Rabagliati
Pour les articles homonymes, voir Rabagliati.
Alberto Rabagliati, né le 26 juin 1906 à Milan et mort le 8 mars 1974 à Rome, est un chanteur et acteur italien.

## Biographie
Alberto Rabagliati est né à Milan en 1906 de parents piémontais : son père, Leandro Valentino Rabagliati, et sa mère, Delfina Besso, étaient tous deux originaires de Casorzo, une commune des collines du Montferrat dans la province d'Asti (Italie).
En 1927, il s'installe à Hollywood comme vainqueur du concours de sosies de Rudolph Valentino. Il reste quatre ans en Amérique, mais sa carrière en tant qu'acteur ne décolle jamais. Pendant son séjour, il a toutefois l’occasion de faire connaissance avec de nouveaux genres musicaux comme le jazz, le swing et le scat.
De retour en Europe, il devient chanteur.  Après une brève expérience avec l'orchestre Pippo Barzizza, il rejoint les Lecuona Cuban Boys, un groupe Cubain. Il joue avec son visage peint en noir et fait un hit avec la chanson Maria la O.
Au sein des Lecuona Cuban Boys, il rencontre Giovanni D'Anzi qui le fait auditionner par la radio italienne EIAR,. Il devient une star de la radio et a sa propre émission de radio en 1941. Chaque lundi soir, EIAR (le prédécesseur de la RAI) diffuse Canta Rabagliati (« Rabagliati chante »), le chanteur présentant ses chansons les plus célèbres comme Ma l'amore no, Mattinata fiorentina, Ba-Ba-Baciami Piccina,Silenzioso slow ou Bambina innamorata. 
Il est tellement populaire que son nom figure dans les paroles de La famiglia canterina, Quando canta Rabagliati et Quando la radio.  À une époque où tout ce qui est étranger est interdit, il est autorisé à conserver son style d'influence américaine. En effet, le gouvernement fasciste a décidé de tirer parti de sa popularité en choisissant sa chanson Sposi (c'è una casetta piccina) comme hymne de campagne démographique. 
Sa renommée en tant que chanteur aide sa carrière d'acteur à redémarrer. De 1940 à 1965, il joue dans une vingtaine de films, notamment La Comtesse aux pieds nus, Montecarlo et Le Veuf.
Il a également joué sur scène jusqu'au milieu des années 1950 et dans des comédies musicales et des spectacles de Garinei et Giovannini.
Sa dernière apparition publique remonte à 1974 en tant qu’invité dans l’émission télévisée Milleluci animée par  Mina et Raffaella Carrà. Peu de temps après, il meurt d'une thrombose cérébrale. 
Alberto Rabagliati a épousé Maria Antonietta Tonnini à Rome en 1954.

## Filmographie partielle
- 1928 : L'Ange de la rue (Street Angel) de Frank Borzage
- 1930 : Sei tu l'amore? (it) d'Alfredo Sabato et Guido Trento (it)
- 1940 : Una famiglia impossibile de Carlo Ludovico Bragaglia
- 1942 : La scuola dei timidi (it) de Carlo Ludovico Bragaglia
- 1943 : In cerca di felicità (it) de Giacomo Gentilomo
- 1943 : Lascia cantare il cuore de Roberto Savarese
- 1943 : La vita è bella de Carlo Ludovico Bragaglia
- 1946 : Partenza ore 7 de Mario Mattoli
- 1947 : Noël au camp 119 (Natale al campo 119) de Pietro Francisci
- 1951 : Le avventure di Mandrin de Mario Soldati
- 1953 : Le Maître de Don Juan (Il maestro di Don Giovanni) de Milton Krims
- 1954 : La Comtesse aux pieds nus (The Barefoot Contessa) de Joseph Mankiewicz
- 1955 : Scuola elementare d'Alberto Lattuada
- 1955 : Quando tramonta il sole (it) de Guido Brignone
- 1956 : Une histoire de Monte Carlo (Montecarlo) de Samuel A. Taylor
- 1957 : Susanna tutta panna de Steno
- 1959 : Le Veuf (Il vedovo) de Dino Risi
- 1959 : Il raccomandato di ferro (it) de Marcello Baldi
- 1959 : La cento chilometri de Giulio Petroni
- 1962 : La Sage-femme, le Curé et le Bon Dieu (Jessica) d'Oreste Palella (it) et Jean Negulesco
- 1962 : Il mio amico Benito de Giorgio Bianchi
- 1964 : Panic Button de George Sherman
- 1965 : Ces messieurs dames (Signore & signori) de Pietro Germi